# Reykjadalsá (Hvítá)
Reykjadalsá ist ein Fluss im Westen von Island in der Gemeinde Borgarbyggð.

## Name
Der Name Reykjadalsá bedeutet "Fluss des rauchenden / dampfenden Tales". Isl. reykur = Rauch, Dampf, isl. dalur = Tal (in Composita im Genitiv) und isl. á = Fluss. Wie im Deutschen werden die Bestimmungswörter in Composita im Genitiv eingesetzt.

## Flussverlauf

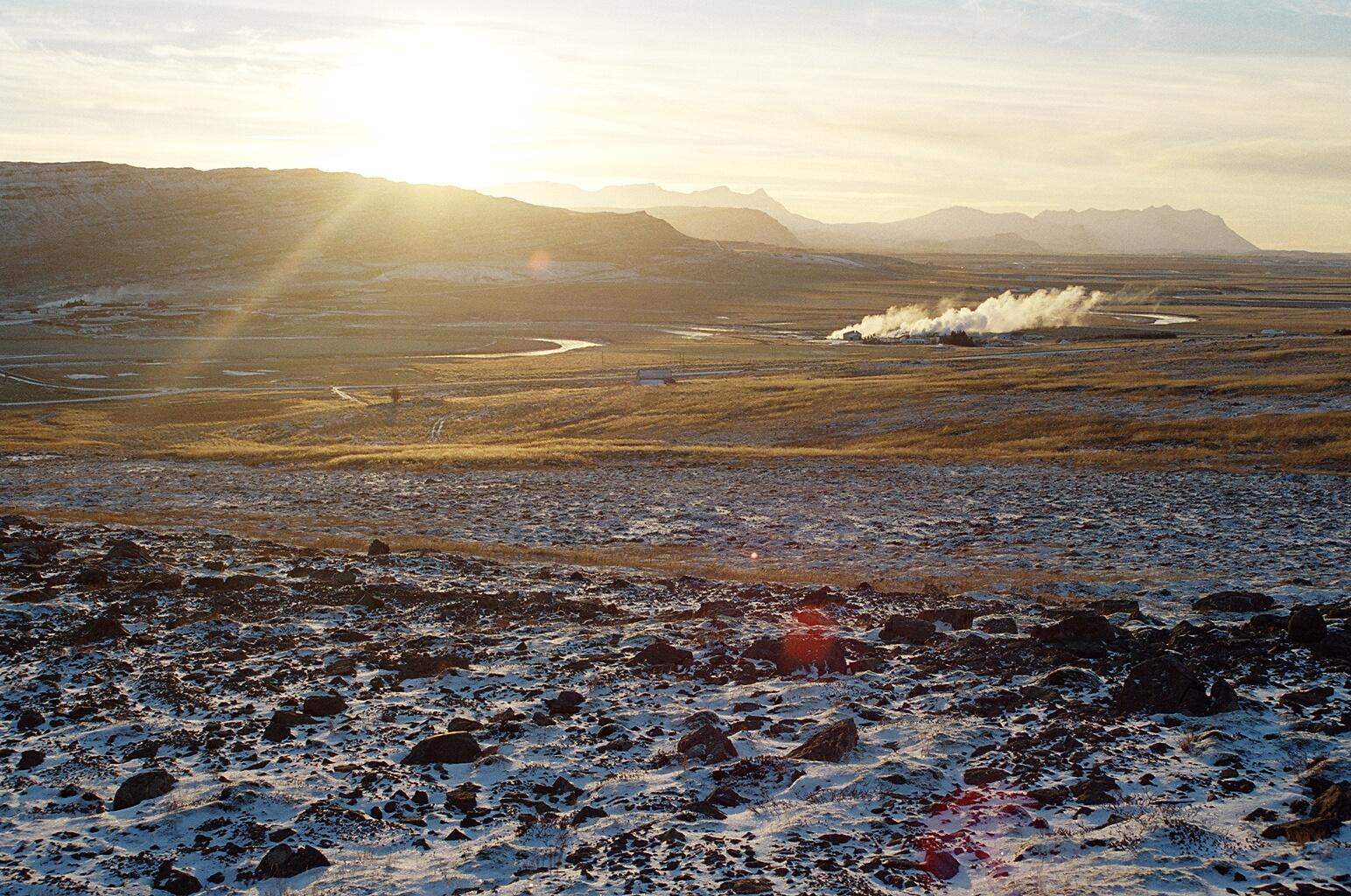
Blick auf das Tal mit mäandernder Reykjadalsá, am gegenüber liegenden Talrand (südlich) das Dorf Kleppjárnsreykir, re. im Hintergrund das Bergmassiv von Skarðsheiði und Hafnarfjall (re.)

Der Fluss entspringt am Fuße des Schildvulkans Ok. Im Oberlauf findet sich ein schöner Wasserfall, der Giljafoss.
In mäandernden Schleifen windet die Reykjadalsá sich dann durch das Reykholtsdalur und durch den Ort Reykholt, der im Mittelalter für Island entscheidende Bedeutung besaß. Zahlreiche heiße Quellen wie die Deildartunguhver finden sich in diesem Tal, eine davon auch mitten im Fluss, die Árhver. Hieraus erklärt sich der Name des Flusses.
Bald nachdem sie das Reykholtsdalur verlassen hat, mündet die Reykjadalsá beim Hof Klettur schließlich in die Hvítá.

## Wichtigste Daten
Der Fluss hat eine Länge von 38 km und ein Einzugsgebiet von 210 km²